# Universidad Tecnológica de Manzanillo
La UTeM (Universidad Tecnológica de Manzanillo) es una institución pública de educación superior ubicada en el puerto de Manzanillo en el estado de Colima en México. Fue creada el 8 de septiembre de 2008, durante el periodo como Gobernador del Estado, el Lic. Silverio Cavazos Ceballos+ y por sugerencia y gestión del Lic. Jorge Humberto Silva Ochoa, Secretario de Planeación en dicha administración, quienes con el apoyo del voto unánime del Congreso de Colima, aprobaron su Ley Orgánica que la convierte en un organismo público descentralizado del Gobierno del estado de Colima. Ofrece las carreras de Técnico Superior Universitario en Tecnologías de la Información y Comunicación área Sistemas Informáticos, Química área Industrial, Contaduría, Mantenimiento en Maquinaria Pesada, Logística área Cadena de Suministros, Operaciones Comerciales Internacionales, Energías Renovables y Gastronomía. En las Ingenierías que se ofrecen son: Mantenimiento Industrial, Ingeniería en Energía Renovables, Financiera Fiscal, Diseño y Gestión en Redes Logísticas, Logística Comercial Global, Procesos Químicos, Tecnologías de la Información y la Licenciatura en Gastronomía.
Los estudiantes egresan luego de dos años de estudios de seis cuatrimestres como Técnicos superiores universitarios y como Ingenieros en tres años y ocho meses, contando los primeros dos años como TSU. 

El sistema es escolarizado y cuatrimestral. Su sistema educativo es 70% práctica, 30% teoría. Los alumnos pueden acceder a becas y programas de movilidad internacional para estudiar en países como Perú, Colombia, Chile, España o Francia, por mencionar algunos países. La UTeM presenta una estrecha relación con la Iniciativa Privada más importante de la zona, lo que permite a los estudiantes realizar prácticas o estadías en las empresas más representativas de la región occidente.
Su primer rector es Gustavo Calderón Riveroll. 

## Rectores
| Rector                            | Periodo         |
| --------------------------------- | --------------- |
| Gustavo Calderón Riveroll         | 2008 - 2009     |
| Miguel Ángel Celestino Sánchez    | 2009 - 2012     |
| Miguel Santana Rodríguez          | 2013 - 2016     |
| Humberto Uribe Preciado           | 2016 - 2017     |
| Edgar Palomares Rivera            | 2017 - 2019     |
| Francisco Alberto Zepeda González | 2019 - 2022     |
| Ramón Núñez de la Mora            | 2022            |
| Guillermo Torres López            | 2023 - presente |